# Atlantis Ascendant
Atlantis Ascendant peti je studijski album britanskog simfonijskog black metal-sastava Bal-Sagoth. Album je 17. travnja 2001. godine objavila diskografska kuća Nuclear Blast. Ovo je prvi Bal-Sagothov nosač zvuka koji je bio snimljen (iako samo djelomično) pomoću digitalne snimateljske tehnologije. 

## O albumu
Glavna priča i koncept tekstova pjesama na albumu koje je napisao pjevač Byron Roberts prate podvige profesora Caleba Blackthornea III., izmišljenog britanskog arheologa i pustolova iz 19. stoljeća, koji je posvetio svoj život pretpotopnoj antropologiji i potrazi za dokazima o istinskom podrijetlu čovjeka. Kao što je slučaj sa svim lovecraftskim protagonistima, njegova istraživanja ga izlude i ubiju.
Atlantis Ascendant bio je ponovno objavljen u studenom 2011. u ograničenoj digipak inačici, koju je objavila podružnica Nuclear Blasta, Metal Mind Productions. Na reizdanju se pojavila proširena knjižica s tekstovima, dodatne ilustracije i remasterirane skladbe.

## Popis pjesama
Tekstovi: Byron Roberts, glazba: Jonny i Chris Maudling.
| 1.    | »The Epsilon Exordium« (instrumental)                                                                  | 3:36 |
| 2.    | »Atlantis Ascendant«                                                                                   | 5:31 |
| 3.    | »Draconis Albionensis«                                                                                 | 6:23 |
| 4.    | »Star-Maps of the Ancient Cosmographers«                                                               | 5:12 |
| 5.    | »The Ghosts of Angkor Wat« (instrumental)                                                              | 2:25 |
| 6.    | »The Splendour of a Thousand Swords Gleaming Beneath the Blazon of the Hyperborean Empire (Part: III)« | 7:20 |
| 7.    | »The Dreamer in the Catacombs of Ur«                                                                   | 5:20 |
| 8.    | »In Search of the Lost Cities of Antarctica«                                                           | 5:47 |
| 9.    | »The Chronicle of Shadows«                                                                             | 5:33 |
| 10.   | »Six Keys to the Onyx Pyramid« (instrumental)                                                          | 2:08 |
| 49:15 | |      |

| Bonus skladbe s japanske inačice | Bonus skladbe s japanske inačice        | Bonus skladbe s japanske inačice | Bonus skladbe s japanske inačice | Bonus skladbe s japanske inačice | Bonus skladbe s japanske inačice | Bonus skladbe s japanske inačice | Bonus skladbe s japanske inačice | Bonus skladbe s japanske inačice | Bonus skladbe s japanske inačice |
| Br.                              | Skladba                                 | Trajanje                         |                                  |                                  |                                  |                                  |                                  |                                  |                                  |
| -------------------------------- | --------------------------------------- | -------------------------------- | -------------------------------- | -------------------------------- | -------------------------------- | -------------------------------- | -------------------------------- | -------------------------------- | -------------------------------- |
| 11.                              | »Dreaming of Atlantean Spires: Alpha«   | 4:58                             |                                  |                                  |                                  |                                  |                                  |                                  |                                  |
| 12.                              | »By the Blaze of the Fire Jewels: Zero« | 5:34                             |                                  |                                  |                                  |                                  |                                  |                                  |                                  |
| 59:47                            |                                         |                                  |                                  |                                  |                                  |                                  |                                  |                                  |                                  |

## Zasluge
| Bal-Sagoth - Byron Roberts – vokali, koncept naslovnice, dizajn - Jonny Maudling – klavijature - Chris Maudling – gitara - Dave Mackintosh – bubnjevi - Mark Greenwell – bas-gitara | Ostalo osoblje - Mags – inženjer zvuka, miksanje, produkcija - Simon Lee – fotografija - Martin Hanford – naslovnica, ilustracije |